# 水原梨花
水原 梨花（みずはら りんか、1979年3月24日 - ）は、日本のAV女優である。リジット（LEGIT）所属。

## 人物・来歴
京都府出身。2015年9月、アダルトビデオメーカー・「マドンナ」の専属女優としてAVデビュー。
同年、「AV OPEN 2015」で「熟女部門賞」を受賞された。
趣味と特技はドライブ、映画鑑賞、料理。

## 作品

### アダルトDVD
2015年
- 1000年に一人の人妻 現役ファッションモデル初脱ぎAVデビュー4本番！！（9月1日、マドンナ）
- 隣人を密かに愛して…。（10月7日、マドンナ）
- 人妻女教師、真夏の汗だく授業。（11月7日、マドンナ）
- ヤラしい義父の嫁いぢり お義父さん、もう許して下さい…（12月7日、マドンナ）

2016年
- 結婚3年目…夫の突然の転勤は上司の罠でした。（1月7日、マドンナ）
- 人妻記者痴漢電車～秘めた悦びに溺れる淫猥取材～（2月7日、マドンナ）
- 梨花叔母さんに誘惑されて…～秘密のセックスレッスン～（3月7日、マドンナ）
- 毎朝ゴミ出し場ですれ違う浮きブラ奥さん（4月7日、マドンナ）
- 夫は知らない～私の淫らな欲望と秘密～（5月7日、マドンナ）
- たった24時間で、身も心も堕ちた私。（6月7日、マドンナ）
- 二股略奪レズビアン 欲しいのはあなた…あの男じゃない―。（7月7日、マドンナ） 共演: 小早川怜子
- 剃毛解禁！貴方を愛していたのに…私、他の男に犯されパイパンにされました…。（8月7日、マドンナ）
- 吐息を漏らしながら、目を合わせながら、舌を絡せ求め合うベロキス性交（8月25日、マドンナ） 共演: 潮見百合子、森ななこ、結城みさ、広瀬奈々美、浅井舞香、秋山静香、織田真子、臼井さと美、花澤アン など
- 母の友人（9月7日、マドンナ）
- 年下男の荒々しいセックスに溺れる美熟女430分（9月7日、マドンナ） 共演: 木村はな、三浦恵理子、風間ゆみ、円城ひとみ、澤村レイコ、菊池えり、臼井さと美、宮部涼花、大島優香 など
- 夫を愛するが故に、抵抗できず犯された美しき妻たち8時間。（9月25日、マドンナ） 共演: 白木優子、澤村レイコ、夏目優希、本田岬、愛原さえ、最上ゆり子、西野翔、たかせ由奈、卯水咲流 など
- 2016年上半期全179タイトルBEST8時間（9月25日、マドンナ） 共演: たかせ由奈、卯水咲流、七草ちとせ、三浦恵理子、西野翔、澁谷果歩、AIKA、本田岬、江住嘉代 など
- 咥えだしたら止められない！！男達のチ○ポをジュプジュプしゃぶる美熟女達のすっぽんフェラ8時間（10月7日、マドンナ） 共演: 篠田あゆみ、七草ちとせ、三浦恵理子、西野翔、美杉七瀬、成宮いろは、原ちとせ、松嶋葵、織田真子、里中ともみ など
- 浮きブラ奥さんが年下男を誘惑する無意識チラリズム8時間（10月13日、マドンナ） 共演: 木村はな、臼井さと美、佐々木あき、神納花、徳島えり
- あなた、許して…。 義弟の肉欲2（11月13日、アタッカーズ）
- こんなエロい奥さんが横にいたら気になってしょうがない！！近所の極上美人妻をNTRセックス8時間（12月1日、マドンナ） 共演: たかせ由奈、三浦恵理子、谷原希美、事原みゆ、笠原あおい、椎名そら、八ッ橋さい子、風間ゆみ、吉川あいみ など
- 奴隷ソープに堕とされた女教師10（12月19日、アタッカーズ）

2017年
- 丸ごと！水原梨花16時間～現役人妻ファッションモデルが子宮で感じる全27本番BEST～（1月13日、マドンナ）
- 強姦標的List.08 水原梨花（1月19日、アタッカーズ）
- 親父の秘書はボクの義母（2月3日、光夜蝶）
- 人妻セフレ掲示板 2 貴方の奥さん貸してください 吹石れな 水原梨花（3月10日、LEO） 共演: 吹石れな
- 親戚のおばさんに筆おろしされた僕。リターンズ4（4月7日、LEO） 共演：KAORI
- 義父を愛してしまった嫁の誘惑寝取り（4月25日、h.m.p）
- ぴったり尻に張り付くむっちむちジーパン美熟女BEST（6月7日、マドンナ） 他出演：愛田奈々、原ちとせ、本田岬、木村はな、三嶋志津、神納花、織田真子、篠田あゆみ、夏目彩春、佐々木あき、美堂かなえ、三浦恵理子、最上ゆり子、臼井さと美、大島優香、西野翔、白木優子、AIKA、寧々
- 2016年下半期全183タイトルBEST8時間（6月7日、マドンナ） 他出演：寧々、小早川怜子など
- 寝取り母 6 実は計画的に娘のダンナを寝取りたい母は、朝からオ●ンコが濡れまくりで2回も下着を取り替える始末。そしていざ決戦の日。今日はとっておきの香水たっぷり振りかけて、娘婿を誘惑しますっ！！（6月9日、LEO） 他出演：吹石れな、さくらい麻乃
- 顔だけでもヌケるイイ熟女！！Madonna超美顔コレクションDX8時間（12月7日、マドンナ） 他出演：最上ゆり子、佐々木あき、今井真由美、一之瀬みき、河南実里、白木優子、岡野美由紀、希美まゆ、大島優香、加藤みゆ紀、織田真子、もちづきる美、光井ひかり、夏目彩春、西野翔、一色桃子、加瀬かなこ、瞳リョウ

2018年
- ATTACKERS PRESENTS 服従のフェラチオ8時間（2月7日、アタッカーズ）他出演：石原莉奈、松下紗栄子 ほか
- 隣人を密かに愛して…。 総集編8時間（2月19日、マドンナ） 他出演：長瀬涼子、桜井あゆ、本田岬、原ちとせ
- 発射寸前！我慢汁垂れ流しの気持ちいいフェラチオ150連射8時間（3月1日、ROOKIE） 他出演：橋本ありな、天使もえ ほか
- 妻目線NTR 夫以外に溺れる私を、夫は知らずに愛してくれる8時間。（3月7日、マドンナ） 他出演：千乃あずみ、原ちとせ ほか
- 人妻凌辱痴漢電車 総集編II 8時間（6月25日、マドンナ） 他出演：谷原希美、西野翔、篠田あゆみ、春菜はな、神納花、AIKA、徳島えり

### 動画配信【無修正】
2017年
- 恍惚 ～人妻の危ない誘惑～（1月7日、カリビアンコム）
- 下着泥棒を捕まえて欲求不満を解消するご無沙汰妻（2月18日、カリビアンコム）
- そんなイやらしく触るからチンチンをくわえたくなっちゃった（3月3日、カリビアンコム）
- 寸止め劇場〜崩壊寸前のエロ過ぎる痴魔女〜（4月28日、一本道）
- 秘めごと温泉紀行（9月15日、一本道）
- 生意気新人AV男優にお色気指導～私を気持ちよくさせなさい！～（10月1日、HEYZO）